# Antón Lizardo-incident
Het Antón Lizardo-incident was een schermutseling tussen de Verenigde Staten en Spanje tijdens de Hervormingsoorlog, een burgeroorlog tussen conservatieven en liberalen in Mexico.
De conservatieve generaal Miguel Miramón belegerde de liberale hoofdstad Vera Cruz. Om deze stad in te nemen, zocht hij hulp bij de Spanjaarden. Dezen stuurden vanuit Cuba twee schepen om de conservatieven te helpen. Op verzoek van de liberalen stuurde de Amerikaanse regering de USS Saratoga. Er vond voor Kaap Antón Lizardo een kort gevecht plaats, waarna de Spanjaarden afdropen. Dit incident maakte duidelijk dat de Amerikanen de liberalen steunden in de burgeroorlog, en geen Spaanse inmenging op het Amerikaanse continent dulden.